# Dracula: Pages from a Virgin's Diary
Dracula: Pages from a Virgin's Diary és una pel·lícula de terror de 2002 dirigida per Guy Maddin, amb un pressupost d'1,7 milions de dòlars i produïda per la Canadian Broadcasting Corporation (CBC) com a pel·lícula de dansa que documenta una actuació del Royal Winnipeg Ballet adaptant La novel·la Dràcula de Bram Stoker. Maddin va optar per rodar la pel·lícula de dansa d'una manera poc habitual en aquestes pel·lícules, a través de primers plans i fent servir Jump Cuts. Maddin també es va mantenir a prop del material d'origen de la novel·la de Stoker, posant èmfasi en la xenofòbia en les reaccions dels personatges principals. a Dràcula (interpretat per Zhang Wei-Qiang a la pel·lícula de Maddin).
El treball en la pel·lícula va aprofundir però també va acabar amb la col·laboració de Maddin amb Deco Dawson, a qui es va acreditar com a "Editor i Director Associat". Maddin i Dawson van tenir una baralla arran de la producció i no han tornat a treballar junts. No obstant això, Dawson va parlar bé de la següent pel·lícula de Maddin, The Saddest Music in the World.
Com al majoria de pel·lícules de Maddin, Dracula, Pages from a Virgin's Diary està rodada amb la tradició de cinema mut, completa amb targetes de títol i imitant efectes especials de l'època, com ara el color de la pantalla tenyida, el joc d'ombres, i vaselina untada a la lent de la càmera per crear un efecte borrós. La pel·lícula no és del tot monocromàtica, ja que els efectes especials generats per ordinador afegeixen colors brillants i àcids per tenyir monedes daurades, bitllets verds i sang vermella.

## Argument
El 1897, un visitant d'Orient, el comte Dràcula, va arribar a Londres i va ser convidat sense voler a casa de Lucy Westenra. És mossegada per Dràcula i presa per la seva maledicció. El comportament de la Lucy es torna més irregular i la porta a mossegar el seu promès. Lucy es posa immediatament sota la cura del doctor Van Helsing. Van Helsing fa anàlisis de sang a Lucy i declara "Vampyre!" com a font del problema, i posa a la Lucy al llit adornada amb all.
Aquella nit, Renfield, un pacient mental que viu al manicomi al costat de la casa de Lucy, s'escapa del confinament i la casa de la Lucy és abocada pels dimonis. La mare de la Lucy es desperta entre l'enrenou. Presa del pànic pels dimonis, la mare de la Lucy obre la porta i, sense voler, torna a convidar a Dràcula a la casa. Tant Lucy com la seva mare moren en aquest incident i té lloc una processó fúnebre. L'endemà, Renfield és capturat de nou i tornat a l'hospital mental. Comencen a produir-se incidents estranys per la ciutat amb els titulars dels diaris proclamant una "Bloofer Lady" que ha estat assassinant nens. Renfield és interrogat i confessa que Dràcula ha tornat a Lucy d'entre els morts cometent aquests fets i que la solució al problema es troba al cementiri.
Van Helsing i els pretendents de la Lucy hi van i espien Dràcula i la Lucy no morta en una abraçada romàntica. Després que Dràcula se'n va, Van Helsing declara: "Hem de destruir la falsa Lucy perquè la real pugui viure per sempre". Quan Van Helsing obre el taüt de la Lucy, Lucy s'aixeca i ataca els homes. La Lucy és finalment sotmesa per una punyalada penetrant de les llargues estaques de fusta de Jonathan i una decapitació amb una pala per part de Van Helsing, que després declara que han de trobar i derrotar al vampir. Van Helsing i els seus homes van a interrogar a Renfield i descobreixen que el següent pla de Dràcula és atacar la millor amiga de Lucy, la Mina.
La Mina, que es troba en un convent, ajuda el seu promès ferit, Jonathon Harker. Harker havia viatjat al castell de Dràcula, on tenia la intenció de finalitzar una venda de terres. En arribar, Harker va ser devastat per tres Núvies de Dràcula, que el van dominar. Harker finalment va finalitzar l'acord de terres per a Dràcula i va ser empresonat al castell. Harker va escapar al convent. Al convent, la Mina troba el diari de Jonathon i s'assabenta dels seus plaers amb les Núvies de Dràcula. Amb el que ha descobert sobre Harker, la Mina es torna més sexualment agressiva, cosa que fa que Harker estigui nerviós. Fuig amb el diari. La Mina intenta seguir a Harker però es troba cara a cara amb Dràcula, que la segresta i la porta al castell de Dràcula.
Al castell de Dràcula, Dràcula corteja la Mina, temptant-la amb ofertes de riqueses i, finalment, mossegant-la al coll, consolidant la seva maledicció. Harker, juntament amb Van Helsing i els seus homes, irrompen al castell de Dràcula i maten les Núvies de Dràcula amb llargues estaques de fusta. Els homes finalment ensopeguen amb la Mina i troben la marca de la mossegada de Dràcula sobre ella. Tractant d'arrelar Dràcula, els homes aixafen taüts i hi col·loquen creus cristianes. Dràcula ataca els homes.
Després de la batalla, Dràcula i Mina són els únics que queden conscients. La Mina corre cap a una finestra amb una creu i l'obre per atordir a Dràcula amb la llum del sol. Els homes recuperen la consciència, envolten Dràcula i l'estabilitzen amb les seves estaques. El castell és enderrocat pels homes de Van Helsing i tothom marxa. Dràcula es queda penjat immòbil, empalat en una estaca gegant.

## Repartiment
- Zhang Wei-Qiang com a Dràcula
- Tara Birtwhistle com a Lucy Westenra
- David Moroni com el Dr. Van Helsing
- CindyMarie Small com a Mina
- Johnny Wright com a Jonathan Harker
- Stephane Leonard com a Arthur Holmwood
- Matthew Johnson com a Jack Seward
- Keir Knight com a Quincy Morris
- Brent Neale com a Renfield
- Stephanie Ballard com a Sra. Westernra

## Llançament
Originalment una obra televisiva, Dracula: Pages from a Virgin's Diary es va estrenar als cinemes l'any 2003 a causa d'una excel·lent recepció de la crítica. Dracula: Pages from a Virgin's Diary was released on home video by Zeitgeist in 2004, with an audio commentary by Maddin. va ser llançat en vídeo domèstic per Zeitgeist el 2004, amb un comentari d'àudio de Maddin. La pel·lícula també s'inclou a la caixa de DVD The Quintessential Guy Maddin: 5 Films from the Heart of Winnipeg publicat per Zeitgeist Video, juntament amb Archangel, Careful, Twilight of the Ice Nymphs i Cowards Bend the Knee.

## Premis
- Emmy Internacional per a la programació artística (2002)[6]
- Primer Premi (Prague D'Or) al Festival de Televisió Golden Prague (2002)
- Premi Gemini al millor espectacle canadenc d'arts escèniques (2002)[7]
- Premi Gemini a la millor direcció (2002)[7]
- XXXV Festival Internacional de Cinema Fantàstic de Catalunya Premi a la millor pel·lícula[8]
- Directors Guild of Canada nominació al DGC Craft Award – Guy Maddin
- Premi Blizzard a la millor direcció artística: Deanne Rohde, Ricardo Alms

## Recepció crítica
La pel·lícula va tenir una estrena limitada a les sales, però va rebre elogis de la crítica, amb una puntuació de 84 basat en 19 ressenyes a Metacritic, i una puntuació d'aprovació del 87% basada en 60 ressenyes a Rotten Tomatoes. Variety va assenyalar que "el treball de càmera mostra la voluntat de la pel·lícula de reinventar en lloc d'adoptar a cegues les convencions del cinema mut" i Film Threat van escriure que "L'assoliment excepcional de Maddin hauria d'inspirar els altres a assumir riscos i desafiar el seu públic, si tan sols més tingués el coratge de deixar que l'Art en lloc del balanç liderés el seu treball."
Roger Ebert va donar a la pel·lícula 3½ estrelles de 4, qualificant a Maddin de "poeta canadenc guardonat per les estranyeses cinematogràfiques" i va assenyalar que "tantes pel·lícules s'assemblen més o menys que és sorprenent veure una pel·lícula que tracta sobre una història familiar, però no s'assembla a cap altre. Jonathan Rosenbaum va aprofitar la pel·lícula com l'oportunitat per elogiar l'obra de Maddin en general, afirmant que "el treball del cineasta de Winnipeg Guy Maddin testimonia la noció que el passat sap més que el present i que el cinema mut és un mitjà més ric, més somniador, més sexy i més ressonant que el que estem acostumats a veure als multiplexes... pertany a la tradició d'aquest tipus de filadors de contes poètics obsessius i artesans d'estudi com Erich von Stroheim, F.W. Murnau, Josef von Sternberg, Jacques Tourneur i Michael Powell, que dobleguen els materials públics cap a finalitats privades, portant-nos a fer un viatge febril a un parc temàtic."
La pel·lícula també va tenir una bona acollida com a adaptació de Dràcula. Matt Brunson va escriure que "Des de l'aguda interpretació de Francis Coppola sobre Drácula de Bram Stoker no hi ha hagut una pel·lícula de vampirs tan delirant com la de Guy Maddin" i Staci Lane d’Horror.com va escriure que "Aquesta és una interpretació ballètica fresca i surrealistament bella de la novel·la immortal de Bram Stoker, com res que he vist mai (i he vist moltes pel·lícules de Dràcula!)." Rosenbaum va assenyalar question
| « | Tot i que [Maddin afirma] que estava avorrit per la novel·la de Stoker, estava intrigat pels elements que implicaven problemes masculins amb la sexualitat, com ara la gelosia, la rivalitat i la paranoia, especialment en relació amb la raça, la nacionalitat i l'ètnia. Això és evident al principi de la pel·lícula, quan les imatges gràfiques de sang vessant per Europa van acompanyades d'intertítols com "Costa Oriental d’Anglaterra 1897", "Immigrants!" "Altres!" "D'altres terres", "Des de l'est!" i "Des del mar!" Maddin fa que aquest tema sigui encara més matisat amb Dràcula interpretat per un xinès-canadenc, Zhang Wei-Qiang, que evoca periòdicament el desaparegut actor franco-italià de la nouvelle vague Pierre Clementi. Aquesta lectura de la novel·la pot, com ha suggerit el crític Mark Peranson, ser més fidel que qualsevol altra que hem tingut fins ara.." | » |